# Shorten
Shorten (SHN) ist ein digitales Verfahren zur verlustfreien Audiodatenkompression.
Shorten ist ein Format zur platzsparenden Archivierung von PCM-Wave-Dateien mit 44,1 kHz 16-Bit Stereo mit niederer Komplexität und ist daher schnell und braucht wenig Arbeitsspeicher. Shorten-Dateien benutzen die Dateinamenserweiterung .shn.
Das Format ist technisch veraltet. Neuere Audiocodecs (FLAC, Monkey’s Audio („APE“), True Audio, WavPack) bieten erweiterte Funktionalitäten: Sie komprimieren effektiver, übertreffen Shorten in der Geschwindigkeit, sind flexibler, stehen auf nennenswerten Plattformen zur Verfügung, bieten eine freiere/klarere Lizenzsituation, werden stetig weiterentwickelt und bieten Unterstützung für Metadaten, Replay Gain.

## Geschichte
Der Shorten-Algorithmus und seine Referenzimplementierung wurden ursprünglich 1992/1993 von Tony Robinson entwickelt, zunächst an der Universität Cambridge und später bei SoftSound Ltd. Die letzte von ihm veröffentlichte Version war Version 2.3a. Der Quellcode wurde unter einer großzügigen nicht-kommerziellen Lizenz zur Verfügung gestellt.
Es existieren viele freie Versionen und auch Weiterentwicklungen, um Suchinformationen für ein schnelles Anspringen beliebiger Wiedergabepositionen, so genannte seek tables, einzubinden oder in einer separaten Datei beizulegen, um bei der direkten Wiedergabe einer Shorten-Datei schnelle(re)s Anspringen beliebiger Positionen innerhalb einer Datei ohne komplettes Dekodieren aller vorhergehender Daten zu ermöglichen.
Da es seinerzeit als freies Format alternativlos dastand, erreichte es schnell hohe Popularität.
Obwohl das Verfahren nicht mehr auf dem Stand der Zeit ist und zahlreiche Schwächen aufweist, bleibt Shorten ein populäres Format, hauptsächlich weil es in Bootleg-Tauschergemeinden wie etree als verlustfrei komprimierendes Verfahren etabliert ist und viele Konzertaufnahmen in diesem Format kodiert sind.
Geschätzt wird die plattformübergreifende Verfügbarkeit und die große Zahl erfahrener Nutzer.
Doch auch hier wird mittlerweile teils auf modernere Formate gewechselt.